# Muara Kibul
Muara Kibul is een bestuurslaag in het regentschap Merangin van de provincie Jambi, Indonesië. Muara Kibul telt 914 inwoners (volkstelling 2010).